# Вогулка (приток Еловки)
Вогулка — река в России, протекает в Троицко-Печорском районе Республики Коми. Устье реки находится в 1 км по правому берегу реки Еловка. Длина реки составляет 28 км.
Исток реки в заболоченном лесном массиве в 17 км к юго-западу от посёлка Якша. Исток лежит на водоразделе Волги и Печоры, рядом с истоком Вогулки лежат верховья реки Волосницы. Вогулка течёт на юго-запад и юг, всё течение проходит по ненаселённому, заболоченному лесу. В низовьях течёт параллельно Берёзовке чуть восточнее неё. Впадает в Еловку километром выше впадения самой Еловки в Берёзовку.

## Данные водного реестра
По данным государственного водного реестра России относится к Камскому бассейновому округу, водохозяйственный участок реки — Кама от водомерного поста у села Бондюг до города Березники, речной подбассейн реки — бассейны притоков Камы до впадения Белой. Речной бассейн реки — Кама.
Код объекта в государственном водном реестре — 10010100212111100006352.